# Августівська губернія
Авгу́стівська губе́рнія (пол. Gubernia Augustowska) — адміністративна одиниця Царства Польського, що існувала у 1837—1866 роках з центром у місті Ломжа, з 1844 року — м. Сувалки.
Утворена з однойменного воєводства. Поділялася на 5 повітів: Августівського, Кальварійського, Ломжинського, Маріампольського та Сейнського. Площа губернії становила 18,8 тис. км2, населення в кінці 1850-х років — понад 624 тис. осіб, за віросповіданням переважно католики (понад 477 тис. осіб). У Августовській губернії налічувалося 44 міста, однак губернія продовжувала залишатися переважно сільськогосподарським регіоном. Деякі міста (Маріямполе, Владиславів та ін.) були центрами ярмаркової торгівлі. По території області проходила одна з найважливіших транспортних артерій Царства Польського — Августовський канал.
Під час польського повстання 1863 року була підпорядкована юрисдикції генерал-губернатора Південно-Західного краю М. Н. Муравйова.
Августовська губернія була скасована згідно з «Положенням про губернське і повітове управління в губерніях Царства Польського» від 31 грудня 1866 року. Польща була розділена на 10 губерній та 85 повітів. Територія губернії увійшла у новостворені Сувальську та Ломжинську губернії.

## Органи влади

### Губернатори
| П. І. Б.                  | Титул, чин, звання | Час заміщення посади |
| ------------------------- | ------------------ | -------------------- |
| Вітановський Михайло      |                    | 1836—1843            |
| Тікель Бенон Бенедиктович |                    | 1843—?               |
| Феншаве Костянтин         |                    | 1861—1862            |
| Ферзен Герман Єгорович    | барон              | 1861—1861            |
| Коритковський Езеф        |                    | 1862—1863            |